# 徐树雄
徐树雄（1963年—），江苏姜堰人，汉族，中华人民共和国政治人物、第十一届全国人民代表大会解放军代表。
毕业于南京炮兵学院经济管理专业，是中共党员。担任南京军区空军航空兵28师师长。2008年起担任全国人大代表。